# Привокзальна площа (Фастів)
Привокза́льна площа — площа у місті Фастів. Розташована на вулиці Тараса Шевченка, поблизу залізничного вокзалу станції Фастів I.

## Транспорт
Привокзальна площа є центром пасажирського транспорту в місті. Тут розташована автостанція приміського та міжміського сполучення, звідки відправляються автобуси до Києва, Житомира, Білої Церкви та населених пунктів Фастівського району. Всі міські автобусні маршрути (за винятком № 16 та № 17, що відправляються з протилежної сторони вокзалу та курсують по Завокзаллю) мають зупинку на Привокзальній площі. Для маршрутів № 1, 2, 3, 4, 5, 6, 8, 9, 14, 18, 20 та 21 Привокзальна площа є кінцевою, а маршрути №№ 10, 13, 15, 22 та 25 проїздом через вокзал здійснюють відстій від 5 до 10 хвилин. Така автобусна система дозволяє дістатися мешканцям міста залізничного вокзалу, що з'єднаний з Привокзальною площею підземним переходом, а жителям Фастівського району та області, що приїхали до Фастова на автобусі чи залізницею, швидко дістатися потрібної частини міста.
На початку 2010-х років рух по вулиці Шевченка від перехрестя з вулицею Брандта та рух по вулиці Героїв Прикордонників у напрямку  вулиці Брандта став одностороннім, що полегшило виїзд автобусів з кінцевої зупинки завдяки організованому «кільцю»: вул. Шевченка — Привокзальна пл. — вул. Героїв Прикордонників — вул. Брандта — вул. Шевченка.

## Галерея

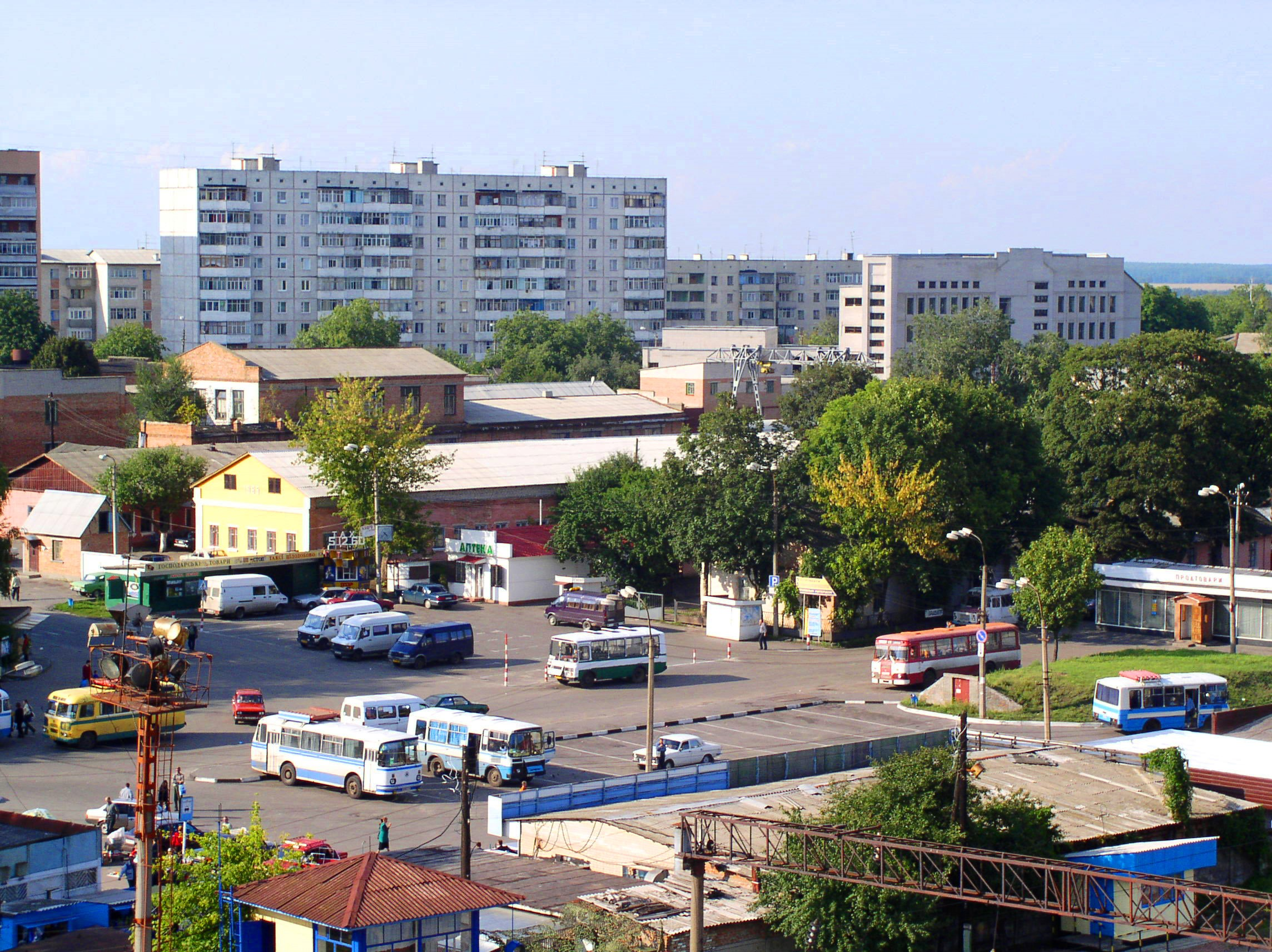
Привокзальна площа міста Фастів

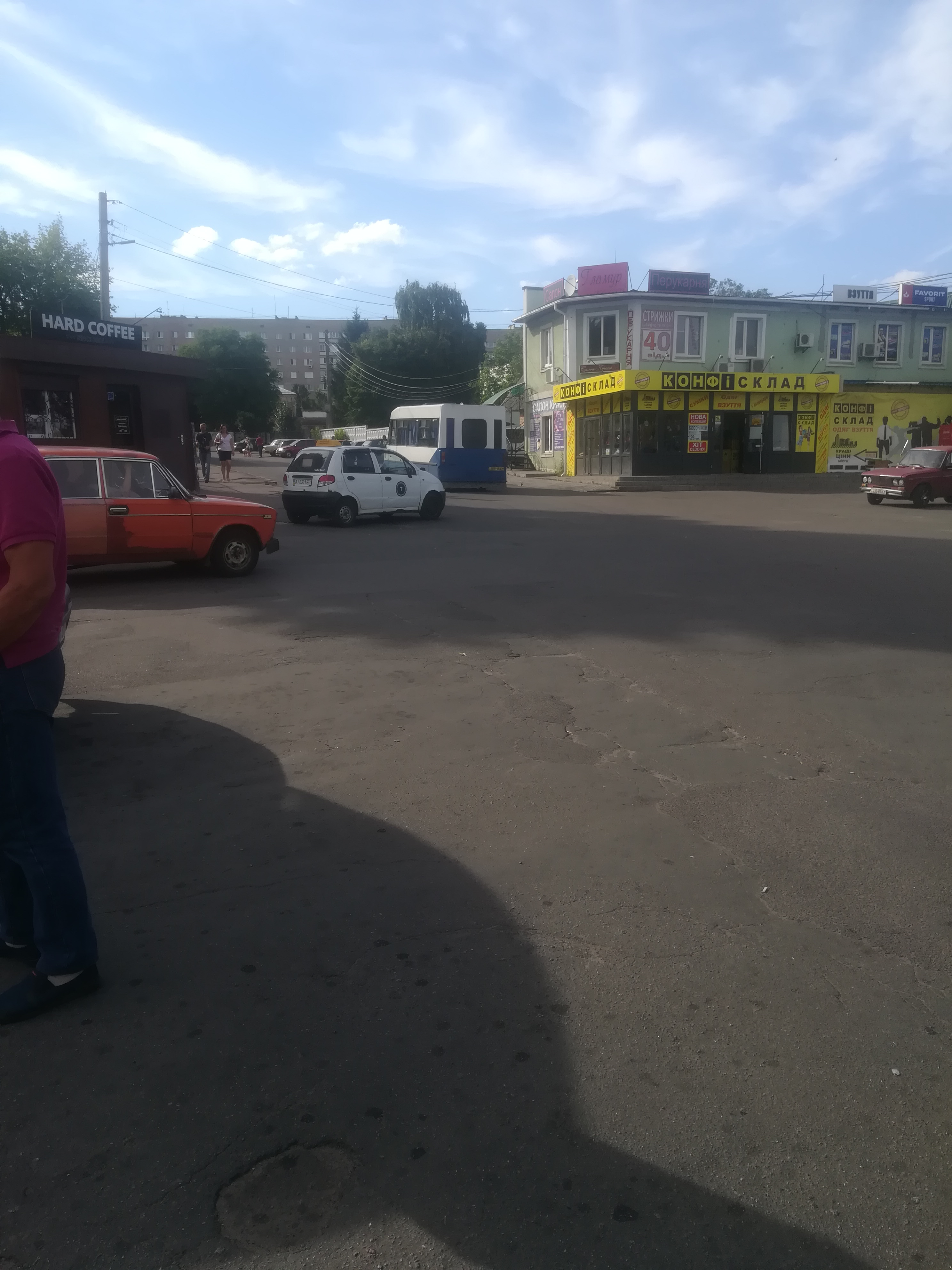
Виїзд з площі через вул. Героїв Прикордонників
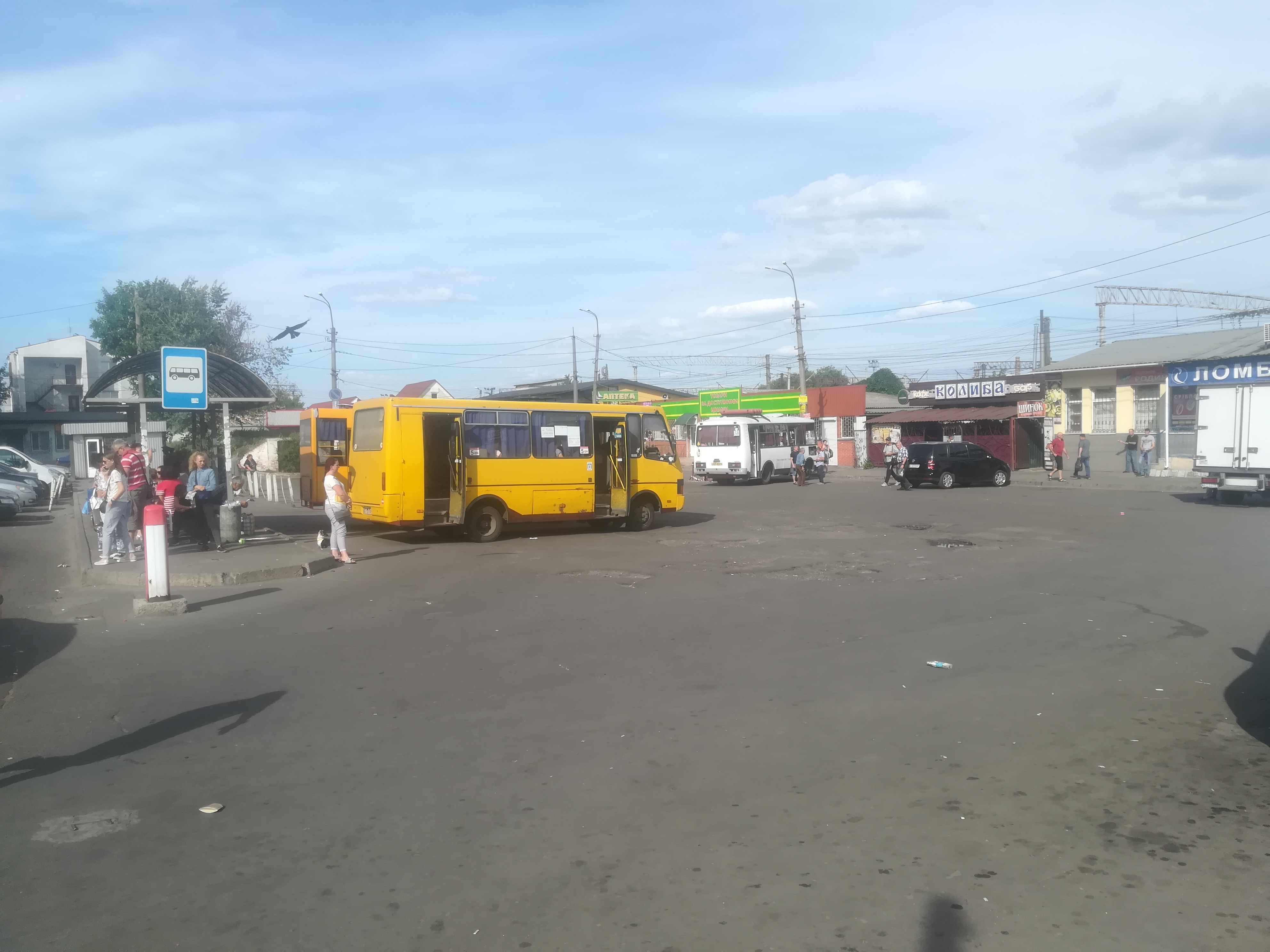
Автостанція приміського та міжміського сполучення
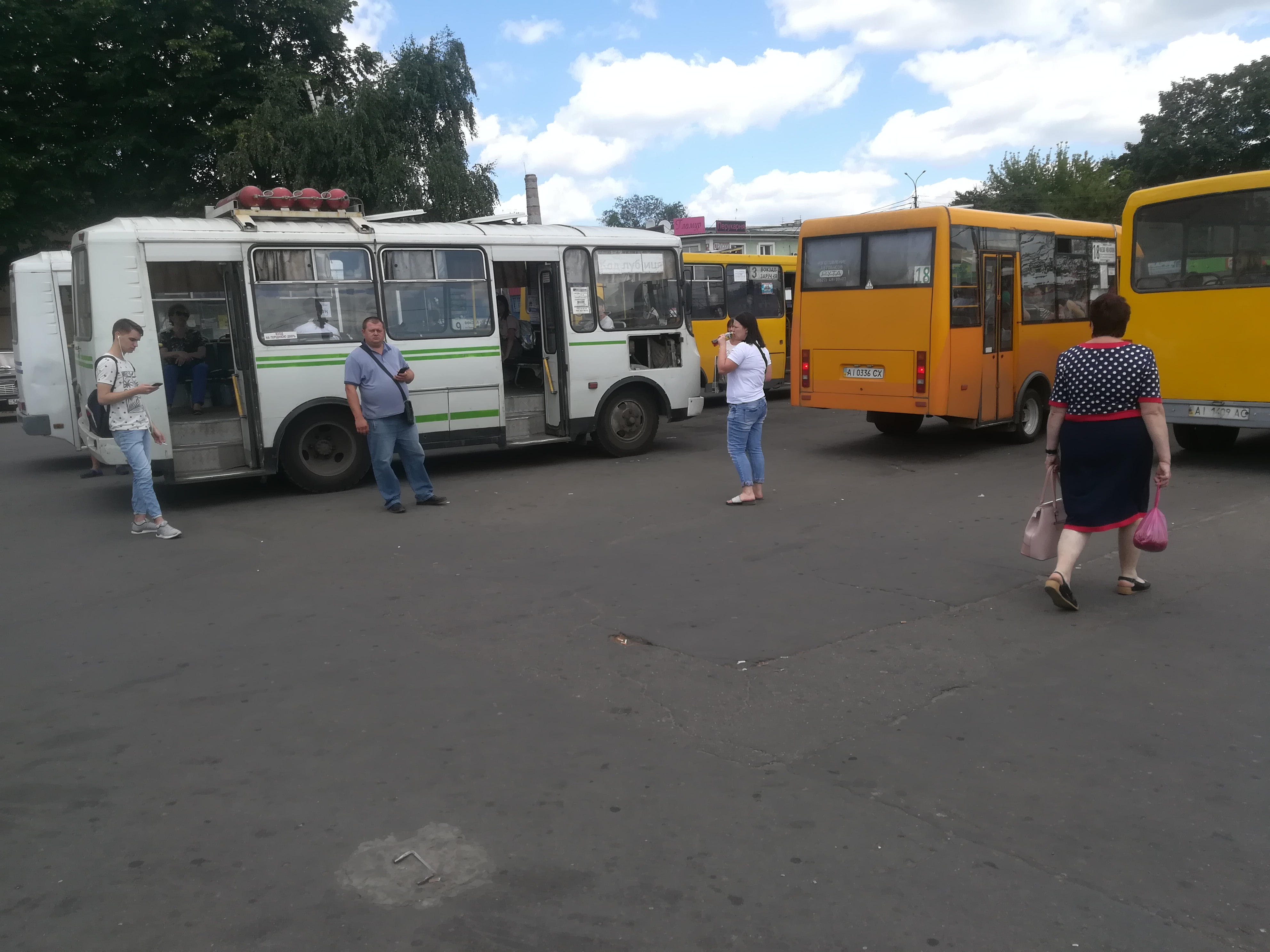
Кінцева зупинка міських автобусів
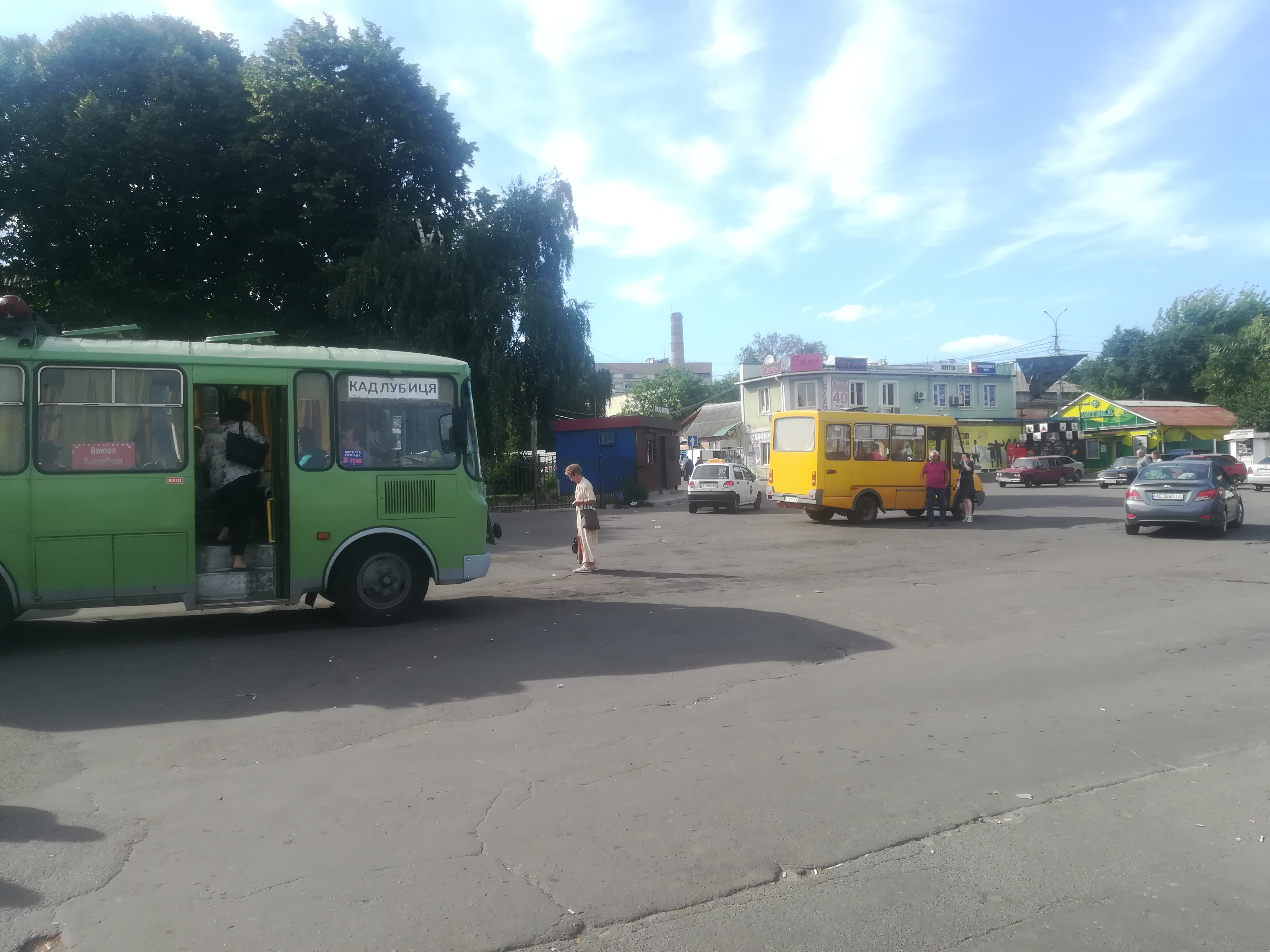
Вигляд на вулицю Героїв Прикордонників
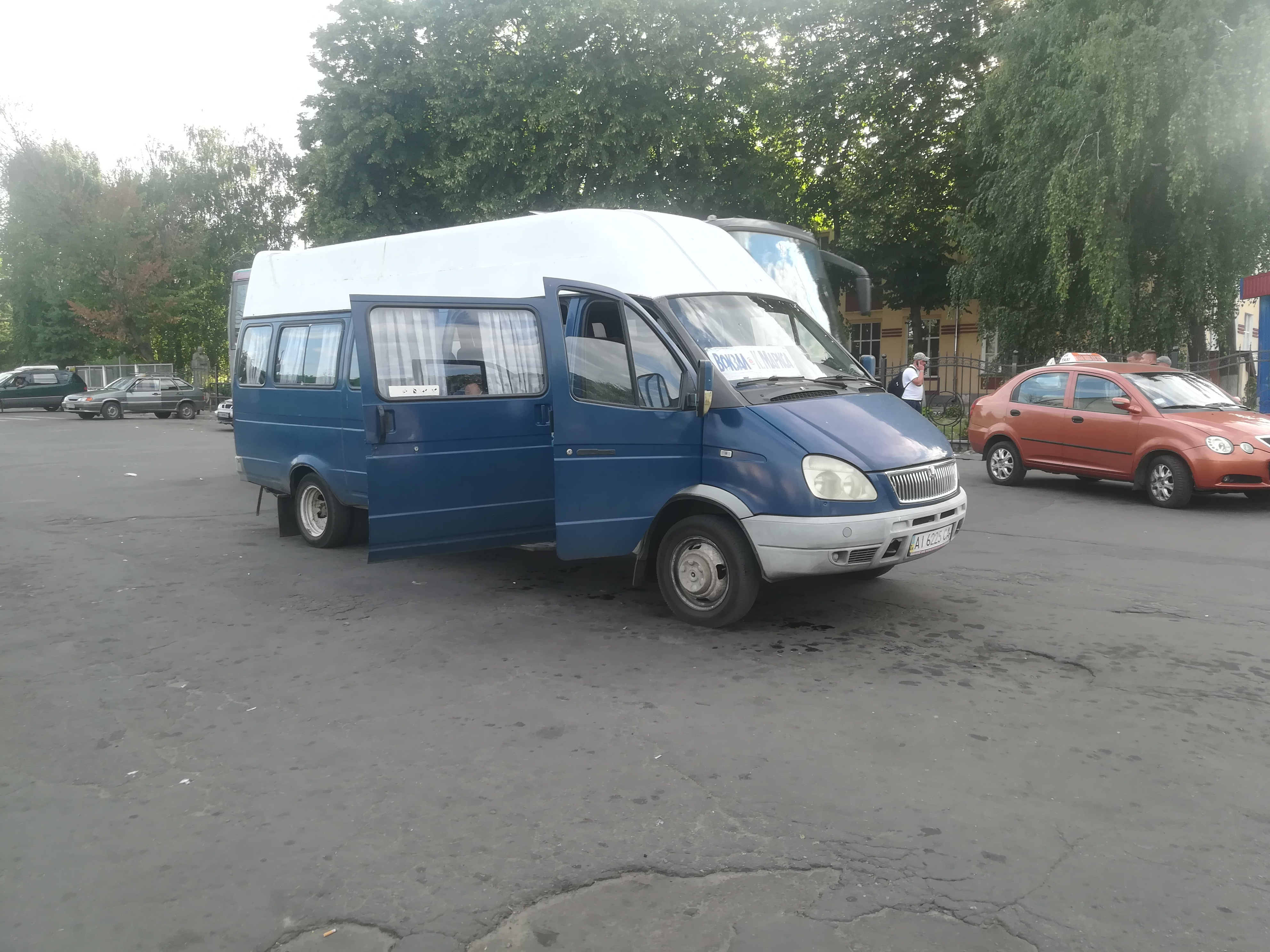
Автобус 5 маршруту (Привокзальна площа — вул. Європейська) на відстої